# Goatse.cx

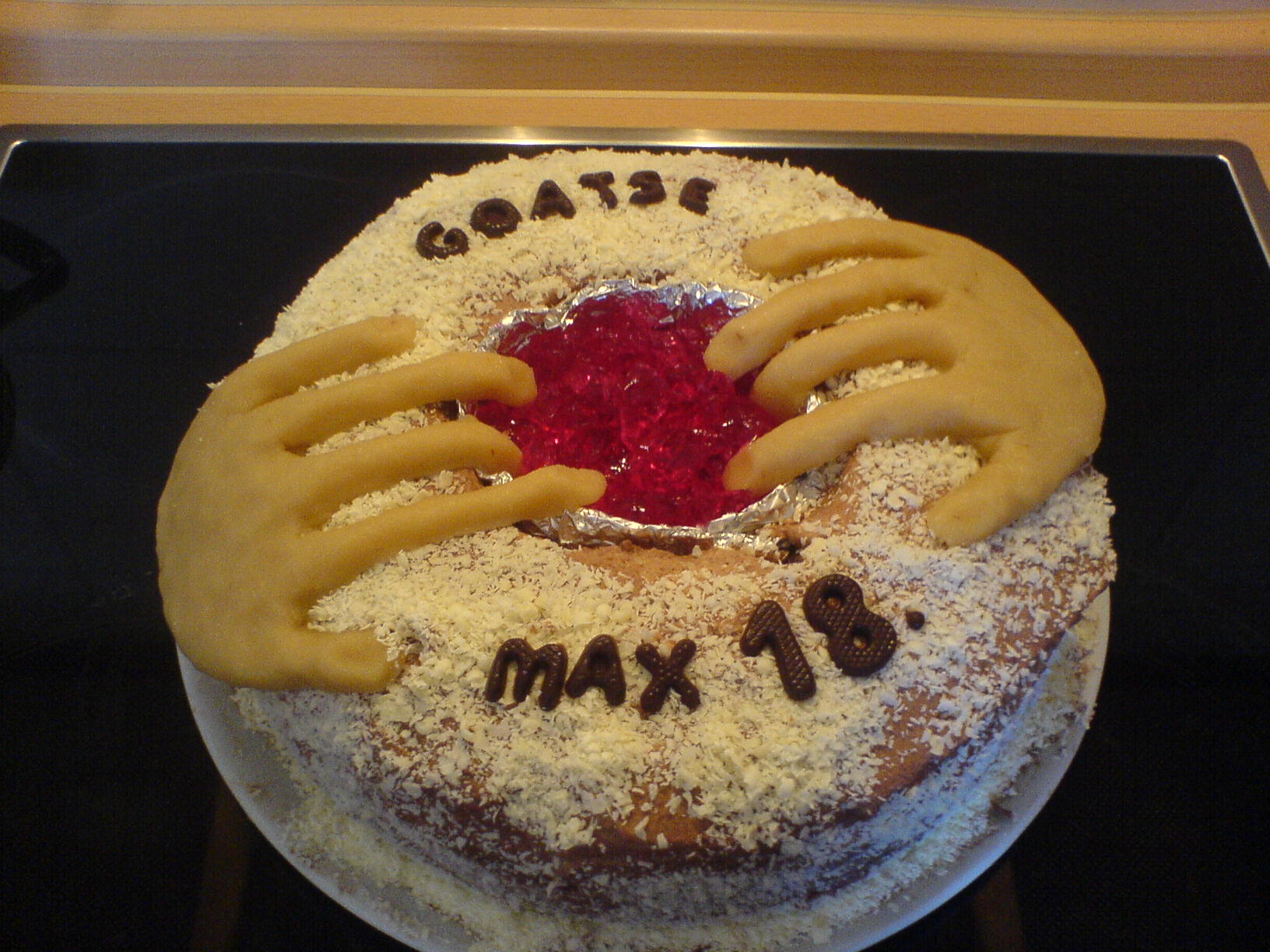
Tarta con aspecto de goatse

Goatse.cx o Goatse.da.ru (pronunciado de varias maneras en inglés: "goat see," "goat seh," "goats," "goatsex," "goat say", o "goat see dot cx") fue un «sitio chocante», publicado en 1999. En su página principal mostraba una imagen sexualmente explícita, hello.jpg, en la cual aparecía un hombre desnudo con un anillo de oro en la mano izquierda, el cual a la vez estiraba su cavidad anal y rectal hasta el diámetro equivalente al ancho de su mano, dejando ver el interior de su cuerpo. Debajo de su ano, eran visibles su pene y sus testículos. El sitio fue aprovechado por usuarios de Internet que enlazaban a la imagen de forma engañosa, con la finalidad de impactar a otros usuarios con ella.

## Etimología
El significado del nombre del sitio se refiere a «Goatse» una operación que promete «cambiar el género sexual».